# 朴英哲
朴 英哲（パク・ヨンチョル、朝: 박영철、英: Park　Young-Chul、1954年4月14日-）は韓国の柔道選手。日本名は井上英哲。
山口県玖珂郡出身で、幼少の頃京都に移った。階級は中量級及び78kg級。身長175cm。

## 人物
在日韓国人として生まれて、京都商業高校から東洋大学に進み、3年の時には全日本学生柔道優勝大会で東洋大学の準優勝に貢献した。1976年モントリオールオリンピック中量級に韓国代表で出場して、準々決勝で園田勇に大内刈で有効を取られて敗れるも銅メダルを獲得した。その後、1979年の世界選手権78kg級でも3位となった。しかし、翌年の1980年モスクワオリンピックは韓国がボイコットしたために出場できずに終わった。
引退後は大阪で接骨院を営んでいたが、柔術に興味を示すようになり、1996年には｢西郷派大東流合気武術｣に入門して、現在は大阪分会長を務めている。
また、現在は子供のためも考えて日本国籍を取得して、在日社会とは疎遠になっているという。

## 主な戦績
- 1975年 - 全日本学生柔道優勝大会　2位
- 1976年 - モントリオールオリンピック　3位
- 1979年 - 世界選手権　3位